# Беженар Олег Васильович
Оле́г Васи́льович Бежена́р — солдат Збройних сил України.

## З життєпису
Бейсболіст чернівецької команди «Соколи».
Мобілізований весною 2014-го. В часі війни брав участь у обороні Донецького аеропорту. Поранений осколком гранати Ф1 у голову — 16 січня 2015-го, прикриваючи товариша Тараса Павленка. Вижив після застосування противником снарядів зі вмістом у них бойового газу. Перебував у реанімації, лікувався у дніпропетровському госпіталі, за одужанням слідкували мама, брат, дядько.

## Нагороди
За особисту мужність і високий професіоналізм, виявлені у захисті державного суверенітету та територіальної цілісності України, вірність військовій присязі, відзначений — нагороджений
- орденом «За мужність» III ступеня (31.7.2015).